# Маріано Гарсія Ремон
Маріано Гарсія Ремон (ісп. Mariano García Remón, нар. 30 вересня 1950, Мадрид) — іспанський футболіст, що грав на позиції воротаря. По завершенні ігрової кар'єри — футбольний тренер.
Майже усю ігрову кар'єру провів у складі клубу «Реал Мадрид», з яким виграв низку національних трефеїв, а також провів два матчі за національну збірну Іспанії.

## Клубна кар'єра
Уродженець Мадрида. 1965 року потрапив до школи «Райо Вальєкано», але вже наступного року перейшов в кантеру клубу «Реал Мадрид», де під керівництвом Педро Ігруїлуса за чотири роки доріс до чемпіона Європи серед юнаків до 19 років, а в тій команді разом з ним грав Вісенте дель Боске, з яким він вже тоді був друзями. А пізніше до них приєднався і Хосе Антоніо Камачо.
Не маючи змоги пробитися до основної команди, де стояв Антоніо Бетанкорт, 1970 року воротаря було віддано в оренду в «Талаверу» з третього за рівнем дивізіону Іспанії, після чого гравець також на правах оренди грав у Сегунді за «Реал Ов'єдо».
Влітку 1971 року головний тренер «Реалу» Мігель Муньйос покликав Ремона назад, і вже 5 вересня року Маріано дебютував в основному складі «вершкових». Тоді йому ще не виповнилося 21. У своєму першому ж сезоні Ремон став чемпіоном Іспанії, зігравши 29 матчів з 34 і пропустивши в них 26 голів.
Однак зоряний час Гарсії Ремона настав 7 березня 1973 року. В цей день в першому чвертьфінальному матчі КЕЧ «Реал» приїхав до Одеси грати з київським «Динамо». Цей поєдинок став найкращим у біографії Ремона, якому тоді було лише 22 року. Кияни атакували весь матч, створили безліч моментів, але забити не змогли — 0:0. Так само, як не змогли пробити Ременос через два тижні на «Сантьяго Бернабеу». Після одеського матчу за Ремонтом закріпилося прізвисько «Одеський кіт». Але далі півфіналу той «Реал» пробитися не зміг. Нідерландський «Аякс» став тоді на його шляху, обігравши і вдома (2:1), і в Мадриді (1:0). Був у Ремона ще один великий матч зі «Спортінгом», в якому він взяв два пенальті — від Кіні і Чурруки.
А з наступного року у Ремона і «Реала» почалися проблеми, клуб скотився на 8-ме місце, програвши вдома «Барселоні» — 0:5 (17 лютого 1974). Звільнили легендарного Мігеля Муньйоса, незабаром звільнили Луїса Моловни. Прийшов Милян Милянич, і провів зміну основного воротаря. На першу позицію вийшов досвідчений Мігель Анхель Гонсалес, а Ремон став його дублером. У чемпіонському для «Реала» в сезоні 1974/75 Маріано зіграв лише 3 матчі (2 голи). Стільки ж відіграв, але пропустив на м'яч більше і в наступному чемпіонаті, який також завершився переконливою перемогою «Реала».
Нічого не змінилося спочатку і з поверненням Моловни. Ремон залишався дублером Анхеля в чемпіонському сезоні 1977/78 (8 ігор, 8 голів), натомість у другому колі наступної першості Ремон став основним у зв'язку з серйозною травмою Мігеля Анхеля (18 ігор, 16 голів). Потім він видав найкращий у своїй біографії сезон 1979/80. «Реал» знову став чемпіоном, а Ремон без замін відіграв всі 34 матчі, в яких пропустив 33 м'ячі.
А в наступному сезоні Ремон чекала ще одна серйозна травма, через яку він не грав у фіналі КЄЧ. Сталося це 4 квітня в Саламанці, напередодні першого півфіналу з «Інтером».
Травми переслідували його і далі, тому в сезоні 1983/84 Ремон вирішив закінчити кар'єру, але в команді недоречно зламався дублер Ремона у воротах Агустін Луїс де Карлос, і тренер «вершкових» Амансіо Амаро, переконав Ремона залишитися. Завершив Ремон професійну кар'єру футболіста виступами за «Реал» у 1986 році. До того часу в його послужному списку набралося 177 матчів в Ла Лізі, 25 в Кубку Іспанії, 20 у Кубку Європи, 2 в Кубку Кубків і 7 у Кубку УЄФА. Сім чемпіонських титулів, чотири Кубка Короля і два Кубка УЄФА.

## Виступи за збірну
1973 року провів два матчі у складі національної збірної Іспанії проти збірних Нідерландів і Туреччини. Дебют в Амстердамі 2 травня 1973 року (3:2). Запрошувався до збірної ФІФА на матч вшанування Еусебіу.

## Кар'єра тренера
Розпочав тренерську кар'єру, повернувшись до футболу після невеликої перерви, 1991 року, очоливши тренерський штаб клубу «Реал Мадрид Кастілья». З «Кастильєю» він пропрацював три роки, а потім перейшов у хіхонський «Спортинг», який під його керівництвом опустився з 13-го місця на 14-те, а потім і зовсім покинув Прімеру, за що Ремон і був звільнений.
Після піврічної перерви, Арсеніо Іглесіас, прийнявши «Реал», покликав Ремона в свою команду тренером воротарів. Іглесіас протримався до кінця чемпіонату, в якому «Реал» зайняв лише шосте місце і в останній раз у своїй історії пробився в єврокубки. Іглесіаса по закінченні сезон 1995/96 звільнили, а разом з ним покинув «королівський клуб» і Ремон.
Далі Маріано прийняв «Альбасете», що перед тим вилетіло з Прімери і зайняв з ним четверте місце, при тому що для повернення в еліту потрібно було мінімум третє. Не виконавши поставлене завдання, Ремон пішов у «Лас-Пальмас». Остров'ян йому теж не вдалося підняти в класі (6-те місце). І тоді його покликала «Саламанка», що вилетіла і з якою він посів те ж таки 4-те місце.
Наступною командою Ремона стала «Нумансія», яка, навпаки, вийшла в Ла Лігу і вирішила залишитися там за допомогою Маріано. Він прийняв команду в листопаді 2000 року, змінивши Франсіско Ерреру. При ньому «Нумансія» йшла в зоні вильоту на 17-й сходинці, але при Ремоні вона опустилася на останнє місце. Правда, вилітала команда вже без Ремона. Програвши вдома «Реалу Сарагосі» 1:3 у квітні 2001 року, команда відстала від передостаннього клубу на шість очок і втратила всі шанси зберегти місце в еліті, через що головного тренера і було звільнено з посади.
Нічого хорошого не чекало Ремона і в «Кордові», де він пропрацював наступний сезон. При ньому «Кордова» ледь не вилетіла з Сегунди, опустившись з 8 місця на 19, після чого Ремон покинув і цей клуб.
26 травня 2004 року, Маріано був представлений як помічник Хосе Антоніо Камачо, який очолив «Реал». Однак Камачо подав у відставку вже 20 вересня 2004 року і попросив президента клубу Флорентіно Переса призначити замість нього на посаду головного тренера Маріано, з чим президент погодився. Сам Гарсія Ремон зізнається, що цей день був для нього сумним, так як у відставку пішов його друг Камачо, однак він у той же час був щасливий, що йому довірили тренувати «найкращий клуб світу», пообіцявши не розчарувати.
Він ніколи не працював з великими клубами, а при Камачо був третім тренером. Однак Гарсія Ремон прекрасно знав ситуацію в колективі і міг з легкістю прийняти команду з рук Камачо, тому йому було довірено продовжувати почату попередником справу і обіцяно те, що він буде керувати «Мадридом» як мінімум аж до 30 червня 2005 року. Коли Гарсія Ремон вперше увійшов у роздягальню команди в ролі головного тренера, він сказав гравцям таку фразу: «Ми разом опинилися у цій ситуації і нам разом із неї виходити. Я ніколи нічого не вигравав і тому прошу, щоб ви мені допомогли». Футболісти відразу прийняли нового тренера, який за своїм характером і методом роботи дуже нагадував їм Вісенте Дель Боске. І вже 21 вересня Ремон дебютував на посаді головного тренера мінімальною перемогою 1:0 над «Осасуною». У порівнянні з минулим матчем у стартовому складі мадридського «Реала» відбулося відразу шість замін, який як мінімум на добу очолив турнірну таблицю іспанської першості, на два очки випередивши групу із шести команд.
Проте вдалі результати при Гарсії Ремоні чергувалися з невдалими (як, наприклад вихід в 1/8 фіналу Ліги Чемпіонів і 1/8 фіналу Кубка Іспанії з обтяжуючими показниками в Чемпіонаті Іспанії) і це не влаштувало керівництво, яке всупереч своїм обіцянкам на Різдво ухвалило рішення про відставку тренера.
Наразі останнім місцем тренерської роботи був клуб «Кадіс», команду якого Маріано Гарсія Ремон очолював як головний тренер протягом з літа 2007 року, але після чотирьох поразок поспіль восени того ж року був звільнений.

## Досягнення
- Ла-Ліга:
  - Чемпіон (7): 1971-72, 1974-75, 1975-76, 1977-78, 1978-79, 1979-80, 1985-86
  - Віце-чемпіон (3): 1980-81, 1982-83, 1983-84
- Кубок Іспанії:
  - Володар (4): 1973-74, 1974-75, 1979-80, 1981-82
  - Фіналіст (2): 1978-79, 1982-83
- Кубок УЄФА:
  - Володар (2): 1984-85, 1985-86